# Cubo de Benavente
Cubo de Benavente is een gemeente in de Spaanse provincie Zamora in de regio Castilië en León met een oppervlakte van 31,29 km². Cubo de Benavente telt 119 inwoners (1 januari 2016).

## Demografische ontwikkeling
Bron: INE, 1857-2011: volkstellingen